# Hiptage minor
Hiptage minor är en tvåhjärtbladig växtart som beskrevs av Stephen Troyte Dunn. Hiptage minor ingår i släktet Hiptage och familjen Malpighiaceae. Inga underarter finns listade i Catalogue of Life.